# Borzicactus hystrix
Borzicactus hystrix ist eine Pflanzenart in der Gattung Borzicactus aus der Familie der Kakteengewächse (Cactaceae). Das Artepitheton hystrix stammt aus dem Griechischen, bedeutet ‚Stachelschwein‘ oder ‚Igel‘ und verweist die dichte Bedornung.

## Beschreibung
Borzicactus hystrix wächst strauchig mit ausgespreizten und etwas aufrechten oder kriechenden Trieben mit aufgerichteten Triebspitze. Die dicht bedornten Triebe erreichen bei Durchmessern von 6 bis 10 Zentimetern Wuchshöhen von bis zu 1,5 Metern. Es sind etwa 14 bis 18 gekerbte Rippen vorhanden. Die 6 bis 9 pfriemlichen, sehr kräftigen, häufig verdrehten Mitteldornen sind gräulich braun und bis 2,5 Zentimeter lang. Einer von ihnen erreicht oft eine Länge von 10 Zentimetern. Die 16 bis 20 nadeligen, kräftigen, ausstrahlenden Randdornen sind bräunlich und vergrauen später. Ihre Spitze ist dunkler. Sie sind bis 2,5 Zentimeter lang.
Die roten Blüten sind bis 5 Zentimeter lang. Die fast kugelförmigen, rötlich braunen und etwas grünen Früchte erreichen Durchmesser von 2 bis 3 Zentimeter.

## Verbreitung, Systematik und Gefährdung
Borzicactus hystrix ist in der peruanischen Region Ayacucho in Höhenlagen von 3000 bis 3300 Metern verbreitet.
Die Erstbeschreibung als Loxanthocereus hystrix erfolgte 1957 durch Werner Rauh und Curt Backeberg. Graham J. Charles stellte die Art 2012 in die Gattung Borzicactus. Ein weiteres nomenklatorisches Synonym ist Cleistocactus hystrix (Rauh & Backeb.) Ostolaza (1998).
In der Roten Liste gefährdeter Arten der IUCN wird die Art als „Data Deficient (DD)“, d. h. mit keinen ausreichenden Daten geführt.

## Nachweise